# Elżbieta Gaertner
Elżbieta Gaertner (ur. 17 maja 1942 w Warszawie) – polska aktorka teatralna, telewizyjna i dubbingowa.

## Teatr
- 1965–1966: Teatr im. Juliusza Osterwy w Lublinie
- 1968–1969: Teatr Powszechny w Warszawie
- 1969–1990: Teatr Narodowy w Warszawie
- 1990–1992: Teatr na Woli

## Filmografia

### Aktorka
- 2022: Gang Zielonej Rękawiczki jako Krystyna
- 2013: Prawo Agaty jako sąsiadka Lucjana (odc. 33)
- 2012: Hotel 52 jako profesor Krystyna Zabierzowska (odc. 58)
- 2007: Dwie strony medalu jako Małecka
- 2006: Kilka fotografii jako sprzątaczka Basia
- 2003–2007, 2012, 2022– Na Wspólnej jako matka Ewy
- 2003–2004: Glina jako sąsiadka Zarębskich
- 2002–2007: Samo życie jako Głębocka, dawna wychowawczyni Agnieszki
- 2002−2003: Kasia i Tomek jako Jadwiga, mama Kasi
- 2001: Marszałek Piłsudski
- 2000–2007: Plebania jako siostra Marta
- 2000–2007: M jak miłość jako Opiekunka Agnieszki i Justyny
- 2000: 13 posterunek 2 jako pani z kuratorium
- 2000–2001: Adam i Ewa jako lokatorka kamienicy przy ulicy Kościuszki 5
- 1999–2007: Na dobre i na złe jako sąsiadka Jarosława Ostrowskiego
- 1999: Pierwszy milion
- 1997–2007: Złotopolscy jako listonoszka Zosia
- 1997: Klan jako Stolarska, sąsiadka Lubiczów
- 1993: Powrót Arsène’a Lupin
- 1993: Czterdziestolatek. 20 lat później jako pani Prezes
- 1992: Żegnaj Rockefeller jako sędzia
- 1988–1990: W labiryncie
- 1980–2000: Dom
- 1987: Rzeka kłamstwa
- 1977: Trzy po trzy
- 1974: Święty Mikołaj pilnie poszukiwany jako siostra Róża
- 1969: Maria i Piotr

### Polski dubbing
- 2021: Raya i ostatni smok – Dang Hu
- 2020: Magiczne wakacje – Starsza pani
- 2018: Mary Poppins powraca – pani z balonami
- 2015: Żółwik Sammy i spółka – Rita
- 2014: Czarownica – Flora
- 2011–2013: Hip-Hip i Hurra – Ciotka Kura
- 2012: Lorax – Babcia Norma
- 2011: Wiedźmin 2: Zabójcy królów – Marietta Loredo
- 2011: Legenda o niezwykłości – Skorpion
- 2011: Artur ratuje gwiazdkę – Margaret
- 2011: Przygody Tintina – Staruszka
- 2011: Auta 2
- 2011: Niebieski słoń
- 2011: Brat zastępowy
- 2010: Safari 3D – Winifreda
- 2010: Heavy Rain – Ann Sheppard
- 2010: Dragon Age: Początek – Przebudzenie – Matka
- 2009: Dragon Age: Początek
- 2008: Scooby Doo i król goblinów – Wiedźma
- 2008: Opowieści z Narnii: Książę Kaspian
- 2008: Madagaskar 2 – Nana
- 2007: Most do Terabithii
- 2001–2007: Rodzina Rabatków – Ciocia Cynia
- 2006: Co gryzie Jimmy’ego? (film)
- 2006: Po rozum do mrówek – Mommo
- 2006: Mój brat niedźwiedź 2 – Kate
- 2005–2008: Ben 10 – Ciotka Vera (odc. 4)
- 2005: Spadkobiercy tytanów – Campe (odc. 12)
- 2004: Legenda telewizji
- 2003: Księga dżungli 2
- 2003: Liga najgłupszych dżentelmenów
- 2003: Opowieść o Zbawicielu – Maria, matka Jezusa
- 2002: Harry Potter i Komnata Tajemnic – Madame Poppy Pomfrey
- 2000–2006: Słowami Ginger – Pani Bishop
- 1999: Scooby Doo i duch czarownicy
- 1998: Dawno temu w trawie – Królowa
- 1998: Eerie, Indiana: Inny wymiar
- 1998: Kirikou i czarownica
- 1996–2004: Hej Arnold! (nowy dubbing) – Babcia
- 1994: Prowincjonalne życie
- 1992–1998: Batman
- 1988: Scooby Doo: Szkoła upiorów
- 1985–1986: 13 demonów Scooby Doo
- 1976–1978: Scooby Doo
- 1964: Mary Poppins